# 양위팅 (배우)
양위팅(중국어 간체자: 杨雨婷, 병음: Yáng Yûtíng, 한자음: 양우정, 1978년 7월 18일 ~ )은 중국의 배우이다.